# Cramchaban
Cramchaban là một xã trong tỉnh Charente-Maritime tổng Courçon trong vùng Nouvelle-Aquitaine, tây nam nước Pháp. Xã Cramchaban nằm ở khu vực có độ cao trung bình 10 mét trên mực nước biển.

## Dân số
| Năm  | Dân số | Mật độ |
| ---- | ------ | ------ |
| 1962 | 559    | -      |
| 1968 | 619    | -      |
| 1975 | 503    | -      |
| 1982 | 534    | -      |
| 1990 | 516    | -      |
| 1999 | 515    | 32/km² |